# Leptasthenura setaria
Leptasthenura setaria là một loài chim trong họ Furnariidae.